# Gymnomitrion papillosum
Gymnomitrion papillosum là một loài Rêu trong họ Gymnomitriaceae. Loài này được N. Kitag. & S. Hatt. mô tả khoa học đầu tiên năm 1975.